# Rothwell, Lincolnshire
Rothwell är en by och en civil parish i West Lindsey i Storbritannien. Den ligger i grevskapet Lincolnshire och riksdelen England, i den sydöstra delen av landet, 220 km norr om huvudstaden London. Orten har 226 invånare (2011). Byn nämndes i Domedagsboken (Domesday Book) år 1086, och kallades då Rodewelle/Rodowelle.